# Dendrelaphis ashoki
Espèce
Statut de conservation UICN

 LC  : Préoccupation mineure
Dendrelaphis ashoki est une espèce de serpents de la famille des Colubridae.

## Répartition
Cette espèce est endémique de l'État de Kerala en Inde.

## Description
Dendrelaphis ashoki mesure jusqu'à 102 cm dont environ 40 cm de queue. L'holotype de cette espèce, une femelle adulte, a été collecté par Richard Henry Beddome (1830-1911) a une date inconnue.

## Étymologie
Son nom d'espèce lui a été donné en l'honneur d'Ashok Captain pour sa contribution à la connaissance de la faune reptilienne d'Inde.

## Publication originale
- Vogel & van Rooijen, 2011 : Contributions to a Review of the Dendrelaphis pictus (Gmelin, 1789) Complex (Serpentes: Colubridae)—3. The Indian Forms, with the Description of a New Species from the Western Ghats. Journal of Herpetology, vol. 45, n. 1, p. 100-110.